# Endre Kiss
Endre Kiss (* 31. srpna 1947 – 6. září 2006, Kecskemét) byl maďarský zápasník–judista.

## Sportovní kariéra
Připravoval se v Kecskemétu pod vedením Andráse Vargy. V maďarské reprezentaci se pohyboval od konce šedesátých let ve střední váze do 80 (86) kg, dlouho jako reprezentační dvojka za László Ipacsem. Výkonnostní progres zaznamenal s blížícími se olympijskými hrami v Montréalu v roce 1976, kde nakonec vypadl ve druhém kole. Při své druhé účasti na olympijských hrách v Moskvě nepřešel přes úvodní kolo. Sportovní kariéru ukončil v roce 1982. Věnoval se trenérské činnosti v Szegedu a později doma v Kecskemétu. Zemřel v roce 2006 po dlouhé nemoci.

## Výsledky
| Turnaj             | 1975         | 1976         | 1977         | 1978         | 1979         | 1980         |
| Turnaj             | 28           | 29           | 30           | 31           | 32           | 33           |
| Turnaj             | střední váha | střední váha | střední váha | střední váha | střední váha | střední váha |
| ------------------ | ------------ | ------------ | ------------ | ------------ | ------------ | ------------ |
| Olympijské hry     |              | úč.          |              |              |              | úč.          |
| Mistrovství světa  | 5.           |              |              |              | úč.          |              |
| Mistrovství Evropy | ?            | ?            | ?            | 5.           | 3.           | —            |